# Кубок Европы по современному пятиборью 1975
Кубок Европы (Кубок Европейских чемпионов) по современному пятиборью среди мужчин проводился в городе Варендорф (ФРГ) с 31 апреля по 4 мая 1975 года.
На турнире награды разыгрывались в личном и командном первенстве.

## Кубок Европы. Мужчины. Личное первенство
| Дисциплина        | Золото                                | Серебро |  |  | Бронза                               |
| Личное первенство | Павел Леднев · СССР, Вооруженные Силы |         |  |  | Борис Мосолов СССР, Вооруженные Силы |

- Итоговые результаты.

| Место | Спортсмен     | Республика, город, спортивное общество | Сумма очков |
| ----- | ------------- | -------------------------------------- | ----------- |
| 1.    | Павел Леднев  | СССР, Вооруженные Силы                 | 5272        |
| 2.    |               |                                        |             |
| 3.    | Борис Мосолов | СССР, Вооруженные Силы                 |             |

## Командное первенство. Победитель и призёры
| Дисциплина           | Золото                                                                          | Серебро | Бронза |
| Командное первенство | Вооруженные Силы СССР · П. Леднев · Б. Мосолов · П. Горлов · В. Шмелев · 20 312 |         |        |